# Thalassocalycida
Thalassocalycida é uma ordem de marinhos planctónicos do filo Ctenophora com distribuição natural alargada em todos os oceanos. A ordem é considerada como um táxon monotípico, contendo apenas uma espécie validamente descrita. 

## Descrição
A ordem Thalassocalicida inclui um grupo de ctenóforos com tentáculos, com semelhanças superficiais às medusas, considerados como filogeneticamente próximos dos Lobata,, ,  contendo apenas uma espécie validamente descrita, a espécie Thalassocalyce inconstans.

## Taxonomia
A ordem Thalassocalycida é monotípica incluindo apenas uma família e um género:
- Família Thalassocalycidae Madin & Harbison, 1978
  - Género Thalassocalyce Madin & Harbison, 1978